# إد ديكسون
إد ديكسون (بالإنجليزية: Ed Dickson) هو لاعب كرة قدم أمريكية أمريكي، ولد في 25 يوليو 1987 في إنغليووود في الولايات المتحدة.

## وصلات خارجية
- إد ديكسون على موقع مرجع كرة القدم المحترفة.كوم (الإنجليزية)